# Božo Podkrajšek
Božo Podkrajšek, slovenski glasbenik in urednik, * 5. oktober 1909, Ljubljana, † 1. februar 1984, Maribor.
Božo se je izučil za stavca, vendar je se je kasneje začel preživljati kot poklicni glasbenik. Igral je bobne v različnih plesnih orkestrih po celi Jugoslaviji. Leta 1936 se je ustalil v Mariboru in se za dve leti celo zaposlil kot stavec. Leta 1938 je ustanovil humoristični časopis Toti list.
Kasneje je ustanovil tudi gledališče z imenom Toti teater, pri katerem je nekaj časa sodeloval tudi Frane Milčinski - Ježek.
Po okupaciji in priključitvi Štajerske k Tretjemu rajhu se je umaknil v Ljubljano. Junija 1942 so ga Italijani aretirali in ga internirali v Gonars. Od tam so ga kasneje premestili v Renicco, po kapitulaciji Italije pa se je odselil k ženini družini v Vrnjačko Banjo. Božo se je namreč tik pred aretacijo v Ljubljani poročil s hčerko zadnjega predvojnega župana Ptuja Alojzija Remca. Remčeve so Nemci namreč po okupaciji izselili v Srbijo, kjer so poslej živeli.
Takoj po osvoboditvi se je Božo vrnil v Ljubljano in se spet posvetil glasbi, tedanje oblasti pa so ga kmalu poslale v Trst, kjer je dobil nalogo ponovno »zagnati« tržaško Slovensko gledališče. Iz Trsta se je ponovno vrnil v Ljubljano in tam leta 1950 oživel Veselo gledališče, ki ga je ustanovil tik pred vojno.
Že leta 1951 je odšel v Maribor, kjer je postal tehnični urednik časopisa Večer in kasneje njegov redni novinar. Medtem je obudil tudi Toti teater, kasneje pa se je uveljavil tudi kot voditelj in napovedovalec.